# De misstänkta
De misstänkta (engelska: The Usual Suspects) är en amerikansk neo noir-mysteriefilm från 1995, i regi av Bryan Singer och med manus av Christopher McQuarrie. I huvudrollerna ses Stephen Baldwin, Gabriel Byrne, Benicio del Toro, Kevin Pollak, Chazz Palminteri, Pete Postlethwaite och Kevin Spacey. 

## Handling
Fem kriminella män i New York arresteras av polisen för att delta i en vittneskonfrontation. Men någonting stämmer inte riktigt, och männen undrar vad som egentligen är på gång. Efter att de har släppts slår de sig ihop för att hämnas, men finner snart att det är någon annan som kontrollerar allt som händer: det mystiska kriminella geniet Keyser Söze.

## Om filmen
De misstänkta filmades under drygt en månad och hade en budget på cirka fem miljoner dollar. På Oscarsgalan 1996 vann filmen båda sina nomineringar för bästa manliga biroll till Kevin Spacey och bästa originalmanus till Christopher McQuarrie.

## Rollista i urval
- Stephen Baldwin - Michael McManus
- Gabriel Byrne - Dean Keaton
- Chazz Palminteri - Dave Kujan, US Customs
- Kevin Pollak - Todd Hockney
- Pete Postlethwaite - Mr. Kobayashi
- Kevin Spacey - Roger "Verbal" Kint
- Suzy Amis - Edie Finneran
- Giancarlo Esposito - Jack Baer, FBI
- Benicio del Toro - Fred Fenster
- Dan Hedaya - Sergeant Jeff Rabin
- Peter Greene - Redfoot the Fence
- Scott B. Morgan - Keyser Söze (tillbakablick)